# Oblivion (gruppo musicale)
Oblivion è un gruppo comico musicale-teatrale con repertorio Showtunes formatosi a Bologna nei primi anni duemila e composto da cinque attori-cantanti (ma anche mimi e musicisti) di cabaret.
Il gruppo ha come modelli artistici il Quartetto Cetra, Rodolfo De Angelis, Giorgio Gaber e i Monty Python, tutti artisti a cui vengono dedicati in scena omaggi sotto forma di parodie dei principali lavori. Talvolta sono stati accostati a i Gufi, di cui non hanno però brani in repertorio. Si considerano una sorta di "sperimentazione genetica di incrocio" fra i Cetra e i Monty Python.
Il gruppo ha un canale YouTube, Malguion, che per anni è stata la vetrina dei loro video; il nome è nato casualmente dal tentativo di digitare Oblivion usando il T9.

## Storia

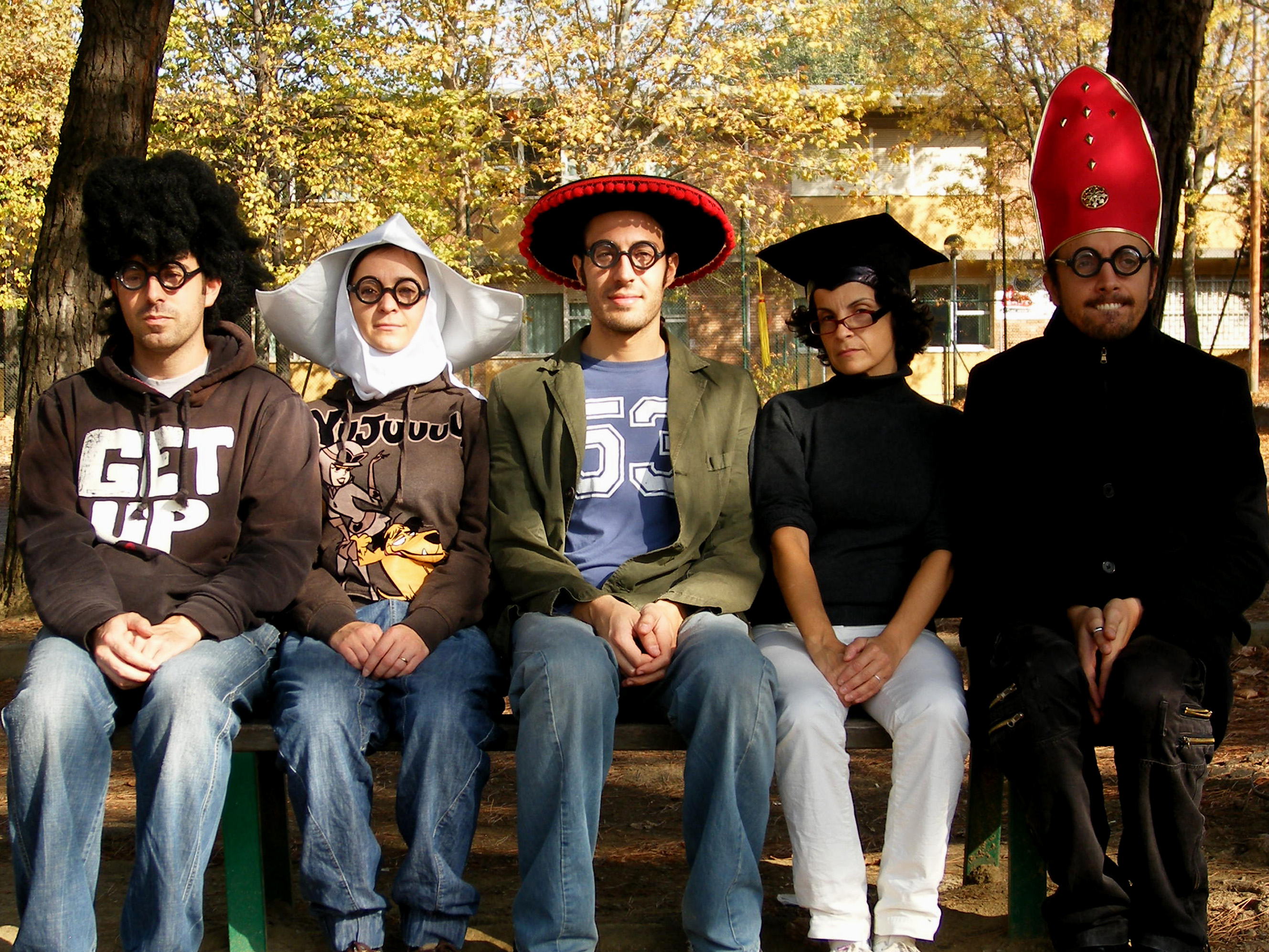
Gli Oblivion a Bologna nel 2009

### Gli esordi
Conosciutisi all'Accademia di Musical di Bologna, la BSMT, attingono il loro bagaglio artistico da esperienze diverse che vanno dal mimo alle esibizioni circensi fino, appunto, al musical. E nel musical hanno iniziato le rispettive carriere individuali, partecipando alle principali produzioni di settore: Tutti insieme appassionatamente, Grease, Rent, Joseph e la strabiliante tunica dei sogni in Technicolor, Company, Jesus Christ Superstar e Jekyll & Hyde, il musical.
Nel 2007, con l'ingresso nella formazione di Fabio Vagnarelli, il gruppo raggiunge quella che sarà la sua formazione definitiva. Prima del suo ingresso il quinto Oblivion era Raoul D'Eramo, la cui voce si ritrova ancora nei primi dischi live. Esclusi dalla fase finale di X Factor 2009, il 13 marzo hanno pubblicato su YouTube il video I promessi sposi in dieci minuti, che ha riscosso un grandissimo successo, rendendoli noti al pubblico.

### I Promessi sposi in dieci minutie il successo (2009)
Gli Oblivion sono ospiti per la prima volta in radio il 23 maggio 2009 nella trasmissione Le Colonne d'Ercole su Rai Radio 2. Hanno pubblicato il DVD Di palo in sesto e hanno portato in teatro nel giugno 2009 al Teatro Franco Parenti di a Milano, uno spettacolo intitolato Oblivion Show, summa del loro repertorio, diffuso inizialmente attraverso Internet, media attraverso cui il gruppo ha potuto farsi conoscere, al pari degli statunitensi POYKPAC. Le musiche del loro spettacolo Oblivion Show sono di Lorenzo Scuda mentre i testi sono curati da Davide Calabrese e dallo stesso Lorenzo Scuda. Il loro spettacolo va in tournée nazionale per due stagioni consecutive. Venerdì 9 aprile 2010 hanno fatto la prima loro comparsa in TV, alla trasmissione Parla con me condotta da Serena Dandini e trasmessa da Rai 3.
Gli Oblivion fanno il loro esordio il 21 gennaio 2011 nella trasmissione comica televisiva Zelig su Canale 5 con il loro cavallo di battaglia de I promessi sposi in 10 minuti, riarrangiato e accorciato in occasione dell'evento, per una durata di 7 minuti. Il 26 gennaio 2011 è stato pubblicato il loro primo libro, I Promessi esplosi, con allegato il loro secondo DVD, dal titolo omonimo e contenente una nuova registrazione de I Promessi Sposi in 10 minuti. Il 23 maggio 2011, in occasione del debutto italiano del musical Monty Python's Spamalot si esibiscono in una serata storica al Politeama Rossetti di Trieste assieme ad Eric Idle dei Monty Python, con il quale si cimentano in un'intervista surreale e cantano Always look at the bright side of life ed altre canzoni del repertorio dei Python da loro tradotte per l'occasione.
Il 28 ottobre 2011 comincia un nuovo tour con lo spettacolo Oblivion Show 2.0: Il sussidiario che si conclude nell'aprile 2014 con una settimana di tutto esaurito al Politeama Rossetti di Trieste.
Durante la stessa stagione mettono in scena in parallelo anche lo spettacolo I promessi esplosi svolgendo delle lezioni basate sul loro libro nelle scuole o nei teatri.
Sempre nel 2012 ritorna in scena una versione aggiornata del loro storico spettacolo Far finta di essere G, omaggio a Giorgio Gaber.
Nel settembre 2012 viene annunciata l'uscita del loro primo singolo, Tutti quanti voglion fare yoga, distribuito in download digitale a partire dal 27 settembre. La canzone era già nella scaletta di Oblivion Show 2.0 a partire dal 2011, essa infatti apriva lo show, facendo entrare i cinque artisti sulla scena abbigliati con abiti da indiani. Il 18 dicembre 2012 gli Oblivion festeggiarono i loro primi 10 anni di attività con uno spettacolo presso l'Oratorio dei Filippini di Bologna, dal titolo Oblivion 10 e non più 10, nel quale ripercorsero tutta la loro carriera e presentarono frammenti di loro vecchi spettacoli non più rappresentati, ospitando i vecchi membri del gruppo Luciano Manzalini e Raoul D'Eramo. 
Nel 2012 nasce il gruppo canoro Brigata Cretinetti, formato in realtà dagli stessi membri degli Oblivion travestiti. Con questo pseudonimo hanno pubblicato su YouTube alcuni editoriali canori satirici, definendosi gli alter ego squatter degli Oblivion. In alcuni interventi radiofonici i cinque artisti si sono presentati con questo pseudonimo, giustificando con una scusa l'assenza degli Oblivion. L'unica apparizione in pubblico della Brigata Cretinetti è avvenuta a Roma alla festa di Pubblico Giornale il 17 settembre 2012.

### La Bibbia Riveduta e scorrettae l'attività durante la pandemia (2018 - 2021)
Nel 2018 gli Oblivion portano in scena lo spettacolo La bibbia riveduta e scorretta, il primo spettacolo del gruppo composto esclusivamente da materiale musicale originale ed il secondo ad abbandonare la struttura a sketch. Dallo spettacolo viene tratto un album musicale, distribuito su supporto fisico il 9 novembre 2019 ed il 12 aprile 2020 tramite la distribuzione digitale.
Nella primavera del 2020, in seguito all'interruzione dell'attività dal vivo dovuta alle misure di contenimento della pandemia di COVID-19, il gruppo trasferisce momentaneamente la propria attività sul web con il progetto Oblivion in da house, istituendo un ricco palinsesto settimanale di appuntamenti curati dai vari membri del gruppo e trasmesso in diretta su Instagram, trasmettendo inoltre in streaming le registrazioni integrali degli spettacoli Oblivion Show 2.0 il sussidiario, Othello, la H è muta, Oblivion: The human jukebox e Oblivion 10 e non più 10 (per l'occasione rinominato "Paleoblitico, la presitoria degli Oblivion").

### La ripresa dall'attività dal vivo ed i nuovi spettacoli (2021 - oggi)
La ripresa dell'attività dal vivo del gruppo viene anticipata dalla partecipazione a Ricomincio da Rai3 nel dicembre 2020 e dalla pubblicazione del numero musicale "History of Rock" come video e come singolo digitale il 16 febbraio 2021, tratte dello spettacolo "Oblivion Rhapsody" allestito durante la pandemia e portato in scena inizialmente in maniera saltuaria in base all'evolversi delle norme di contenimento e poi stabilmente fino alla stagione 2022 - 2023. Durante le date del 15 e 16 aprile al teatro Duse di Bologna il gruppo ha festeggiato la messa in scena di 1000 date dei loro spettacoli su scala nazionale.
Parallelamente gli Oblivion allestiscono gli spettacoli "Oblivion Summer Show" e "Cinque contro tutti - Intervista Show", portati in scena durante le stagioni estive. 
Nel 2022 partecipano a 7 puntate nelle prime due stagioni di Only Fun – Comico Show, programma comico in onda su NOVE e condotto da Elettra Lamborghini e dai PanPers, portando numeri comici musicali tratti da Oblivion Rhapsody (nella prima stagione) e dal repertorio web (seconda stagione).
Il 2 aprile 2022 lo spettacolo The Human Jukebox, registrato al teatro Leonardo da Vinci di Milano nel 2017, viene trasmesso su Rai5 e reso disponibile per la visione in streaming su RaiPlay.
Nel gennaio 2023 gli Oblivion aprono un profilo su TikTok, segnando l'inizio della pubblicazione, su quello e altri social, di brevi parodie inedite ed estratti di vecchi lavori. Riscuotono particolare successo le parodie realizzate in occasione del Festival di Sanremo 2023, tra cui la parodia del brano vincitore Due vite di Marco Mengoni, dal titolo "Mengoni all'Ikea", e la parodia del brano Nel bene e nel male di Madame, apprezzato dalla stessa artista.
Nel settembre 2023 il gruppo annuncia un nuovo tour teatrale con lo spettacolo "Tuttorial - Guida contromano alla contemporaneità". Nel 2025 tornano a Zelig.

## Formazione

### Membri attuali
- Graziana Borciani - Voce
- Davide Calabrese - Voce, ukulele
- Francesca Folloni - Voce, cajon, keytar, flauto
- Lorenzo Scuda - Voce, chitarra, beatbox
- Fabio Vagnarelli - Voce (dal 2007)

### Membri passati
- Raoul D'Eramo - Voce (fino al 2006)

### Membri temporanei
- Luciano Manzalini - Voce, in sostituzione a Davide Calabrese (2005)
- Clara Maselli - Voce, in sostituzione a Francesca Folloni (2016)

Per un breve periodo, attorno al 2005, Davide Calabrese è stato sostituito da Luciano Manzalini che in seguito collaborerà ancora con gli Oblivion, ricoprendo ruoli da protagonista nella clip Rato l'Immagrato e nel videoclip di Tutti quanti voglion fare Yoga. Durante il tour di The human Jukebox, da marzo 2016 a maggio 2016, Clara Maselli ha provvisoriamente sostuito Francesca Folloni, in pausa per la maternità.

## Sketch
Gli Oblivion sono specializzati nella parodia di canzoni note pur presentando in repertorio anche motivi originali. Ecco alcuni titoli delle loro più celebri parodie, presente negli spettacoli dal vivo, su YouTube o in televisione:
- La Stazione di Bologna: brano originale scritto da Scuda e Calabrese. Cinque anacronistici viaggiatori alle prese con i trasporti del ventunesimo secolo
- La Coppa di Testa: La Coppa di Testa è un brano originale di Scuda e Calabrese. Una surreale tribuna politica in cui si dibatte sul problema dell'inquinamento e dello smaltimento di rifiuti. Venerdì 9 aprile 2010 gli Oblivion hanno debuttato in televisione con questo brano, nella trasmissione Parla con me, su Raitre[11]
- I promessi sposi in dieci minuti - riduzione in mini-musical di dieci minuti di Scuda e Calabrese del capolavoro manzoniano.
- Cazzottissime: i membri del gruppo eseguono un celebre brano italiano in versione acustica ma, quando Davide Calabrese colpisce con un pugno un attrezzo di scena, il brano musicale "salta" come se fosse riprodotto su un giradischi, mescolando parti del testo con effetti comici.
- Canzoni per non udenti o Il mimo: canzoni i cui testi sono mimati da Davide Calabrese e talvolta da tutto il gruppo.
- Shakespeare in 8 Minuti: in questa parodia musicale gli Oblivion riassumono le tragedie di William Shakespeare, in particolare Romeo e Giulietta, Otello, Amleto, Macbeth, Giulio Cesare, Tito Andronico, Antonio e Cleopatra e Riccardo III. Il 18 marzo 2011 la parodia è stata portata in televisione, a Zelig, ridotto ad una durata di soli 6 minuti e inserito in un contesto che fa la parodia alla trasmissione Porta a Porta.[12] Nonostante la parodia fosse portata in scena già dall'Oblivion Show del 2009, è stata pubblicata su YouTube solo 7 anni dopo, il 26 marzo 2016.
- Pinocchio in 6 Minuti: come è stato fatto sui Promessi Sposi e sulle tragedie di Shakespeare, gli Oblivion riassumono in una parodia musicale anche Pinocchio di Carlo Collodi. La parodia è stata presentata la prima volta durante lo spettacolo CapoDanno al Teatro Celebrazioni di Bologna, il 31 dicembre 2010,[13] ed è stata anche portata in televisione, a Zelig, il 4 febbraio 2011. Il 20 settembre 2012 gli Oblivion hanno pubblicato gratuitamente sul web una registrazione di questa parodia.[14]
- L'inferno in 6 minuti: è la parodia musicale della cantica dell'Inferno della Divina Commedia di Dante Alighieri. Alcuni frammenti di questa parodia riutilizzano passi dello spettacolo del gruppo Facciamo L'Inferno. Anche questa parodia è stata presentata la prima volta durante lo spettacolo CapoDanno al Teatro delle Celebrazioni di Bologna, il 31 dicembre 2010,[13] ed è stata anche portata in televisione, a Zelig, il 18 febbraio 2011.[15]
- Avatar in 6 minuti: è la parodia musicale del film Avatar di James Cameron. Anche questa parodia è stata presentata per la prima volta durante lo spettacolo CapoDanno al Teatro delle Celebrazioni di Bologna, il 31 dicembre 2010[13] ma, a differenza delle precedenti, non è stata portata in televisione. Di questa parodia gli Oblivion hanno girato un cortometraggio musicale intitolato Obliviatar, distribuito gratuitamente su YouTube il 17 maggio 2011.[16]
- Welcome to Berlusque: una parodia originale degli Oblivion che rappresenta un omaggio al Café Chantant pur mostrando una evidente vena satirica, sin dal titolo, traslitterazione di Welcome to Burlesque. Il pezzo si è rapidamente diffuso sul web poiché esso, sebbene composto all'inizio della stagione 2011-2012, sembrava essere una parodia perfetta di alcune successive dichiarazioni di Silvio Berlusconi dell'aprile 2012. Gli Oblivion pubblicarono il video su YouTube e subito venne riconosciuto come parodia di quelle affermazioni.[17]
- Quando c'era lui: brano satirico sui luoghi comuni legati all'epoca del fascismo. Scuda e Calabrese interpretano due camicie nere mentre Vagnarelli, Folloni e Borciani interpretano il Trio Lescano.
- Ave Maria Remix: un medley tra alcune canzoni disco anni 70 tra cui Lady Marmalade, I will survive, YMCA e Stayn alive a cui viene sovrapposto il testo dell'Ave Maria. Il pezzo è stato eseguito sia su base registrata, all'interno delle ultime date di Oblivion Show 2.0 sia eseguita al pianoforte, con beatbox di Lorenzo Scuda, alla fine dello spettacolo Othello, la H è muta.
- Nella vecchia X factoria: un medley tra Nella vecchia fattoria e varie canzoni di vincitori di X factor. Gli Oblivion imitano Giusy Ferreri, Noemi, Marco Mengoni, Mika e Chiara.
- Festivalzar: gli Oblivion imitano Toto Cutugno, Al Bano e Romina, i Ricchi e poveri, Pupo e Umberto Tozzi parodizzando il fatto che questi cantanti stiano vivendo una nuova fase di successo nell'est Europa.
- Oblivion mash-up: noti anche come Esercizi di stile, sono dei numeri in cui gli Oblivion eseguono, a cappella o accompagnati solo dalla chitarra suonata da Lorenzo Scuda, dei mash-up tra due artisti o generi, mescolando testo e musica di entrambi. Questi sketch vengono eseguiti a teatro sin dal 2009, all'interno del primo Oblivion Show! ma sono stati pubblicati online solo dal 2015 e poi ripresi in spettacoli successivi. Il più famoso di questi sketch è "Queen vs Gianni Morandi" in cui sulla musica di Bohemian Rhapsody vengono cantati i testi di C'era un ragazzo che come me Amava i Beatles e i Rolling Stones,   Uno su mille e Fatti mandare dalla mamma a prendere il latte.
- Evolution of Sanremo: medley eseguito a cappella di tutte le canzoni vincitrici del Festival di Sanremo. Nei contesti dal vivo viene aggiornato ogni anno aggiungendo i nuovi vincitori mentre su youtube sono state pubblicate una prima versione aggiornata all'edizione del 2015 ed una seconda a quella del 2022.[18][19]

## Discografia

### Album autoprodotti
- 2004 - Ho rubato un motivo
- 2005 - Cetra noi cinque

### Album in studio
- 2019 - La Bibbia riveduta e scorretta - Le canzoni dello spettacolo

### Singoli
- 2012 - Tutti quanti voglion fare yoga
- 2013 - C'è bisogno di zebra (Una zebra a pois)
- 2019 - Chiedimi come
- 2021 - History of Rock

### Video
- 2009 - Di palo in sesto - la TV degli Oblivion (DVD autoprodotto)
- 2011 - I promessi esplosi (DVD)
- 2022 - Oblivion - The Human Jukebox (Rai 5 e RaiPlay in streaming)[7][20]
- 2024 - Oblivion Rhapsody (Rai5 e RaiPlay in streaminig)

## Televisione
- Zelig (Canale 5, 2011, 2025) - 4 puntate
- Avanti un altro (Canale 5, 2014) - 3 puntate
- Panariello sotto l'Albero (Rai 1, 2015)
- Oggi è un altro giorno (Rai 1, 2021) - 2 puntate
- Only Fun – Comico Show (NOVE, 2022) - 7 puntate
- Oblivion - The Human Jukebox (Rai 5 e RaiPlay) - spettacolo completo
- Zelig (Canale 5, 2023) - 1 puntata
- Only Fun - Comico Show (NOVE, 2024) - 4 puntate
- Oblivion Rhapsody (Rai5 e RaiPlay) - spettacolo completo
- Oblivion - Ti sfascio una canzone - (NOVE, 2025)

## Produzioni teatrali
Spettacoli allestiti dagli Oblivion:
- Ho rubato un motivo... perché più stupido di così si muore! - omaggio a Rodolfo De Angelis e alla storia del Café chantant (2003-2005)
- Far finta di essere G... - omaggio a Giorgio Gaber; testi e musiche di Giorgio Gaber e Sandro Luporini (2004 - 2012) - Lo spettacolo è stato completamente riscritto e aggiornato nel 2012 in occasione dell'imminente decennale della morte di Gaber. Una terza edizione è andata in scena nel 2017, con la regia di Giorgio Gallione.[21]
- Le Mille Note su... - i classici di Mina in voce e suoni nuovi (2004-2007)
- Cetra Noi Cinque - omaggio al Quartetto Cetra (2004-2011)
- Facciamo l'Inferno (2005, con la straordinaria partecipazione dei Gemelli Ruggeri)
- Non dimenticar le mie parole - l'Italia degli anni trenta e quaranta nelle musiche del Trio Lescano (2006-2008)
- Di palo in sesto (2008) - Omaggio alla TV degli anni 60.[22]
- Oblivion Show! (2009 - 2011) - Un circo volante in cui si alternano blob di canzoni, riarrangiamenti e parodie. Si ispira ai classici come I Monty Python o Il Quartetto Cetra, ma con un occhio sempre puntato alla modernità, all'attualità e in particolar modo alla parodia. Lo show, con regia di Gioele Dix, è stato rappresentato per la prima volta a Milano, al Teatro Franco Parenti, nel giugno 2009, ha poi girato i teatri d'Italia per due stagioni consecutive, concludendo la tournée il 7 maggio 2011 a Bologna.
- I promessi esplosi - Lo spettacolo filologico senza un filo logico (prima conosciuto come Lectio Dementialis) (2011) - Come dice il nome si tratta di "lezioni" che gli Oblivion tengono principalmente nelle scuole superiori (più raramente a teatro) dove coinvolgono gli studenti proponendo una rilettura attualizzata e comica dei Promessi Sposi, basata sul loro libro I promessi esplosi.
- Oblivion Show 2.0 il sussidiario (2011 - 2014) - Regia di Gioele Dix. La seconda edizione di Oblivion Show che, per altre due stagioni consecutive porta in scena nuovi sketch e parodie musicali.
- Othello, la H è muta (2013 - 2015) - Consulenza registica di Giorgio Gallione, musica dal vivo di Denis Biancucci. Il debutto avviene il 16 agosto 2013 al Ravello Festival, in occasione del bicenternario dalla nascita di Giuseppe Verdi.
- Oblivion Show 2.5 il gran finale' (2014) - Due serate andate in scena il 23 e il 24 maggio 2014 per celebrare la conclusione delle quattro stagioni delle due versioni di Oblivion Show. La prima serata ha visto la collaborazione di Gioele Dix mentre durante la seconda si è svolto il Primo raduno nazionale dei promessi sposi in 10 minuti, dove gli Oblivion hanno portato in scena i loro Promessi Sposi insieme agli emuli di tutta Italia.
- Oblivion.zip (2014 - 2015) - Una protoversione di The human jukebox. Presenta per la prima volta il meccanismo della scaletta scelta dal pubblico, mentre gli sketch fissi provengono ancora dalle due edizioni di Oblivion Show.
- Oblivion: The human jukebox (2015 - 2018) - Gran parte della scaletta viene scelta dal pubblico mentre gli sketch fissi sono stati scritti apposta per questo spettacolo. Nella stagione 2018 questi ultimi sono stati modificati.
- Oblivion: La Bibbia Riveduta e Scorretta - Il Musical (2018 - 2020) - Un musical originale su canzoni inedite basato sulla Bibbia. Nella finzione dello show la Bibbia viene scritta solo nel XV secolo da Dio in persona e da Johannes Gutenberg, inventore della stampa e suo "editore".
- Oblivion Summer Show (2020 - 2021, 2023) - Show portato in scena durante le stagioni estive, con una selezione di numeri musicali di repertorio.
- Oblivion Rhapsody (2021 - 2023) - Show che racchiude brani e sketch tratti dai precedenti spettacoli del gruppo o rimasti inediti, presentati in una versione acustica e senza soluzione di continuità per festeggiare i 10 anni di tournée del gruppo.
- Cinque contro tutti - Intervista Show (2021, 2023) - Intervista-spettacolo in scena nell'estate 2021 e successivamente nell'estate 2023.
- Tuttorial - Guida contromano alla contemporaneità (2023 - 2024).